# شون جيفرسون
شون جيفرسون (بالإنجليزية: Shawn Jefferson)‏ هو لاعب كرة قدم أمريكية أمريكي، ولد في 22 فبراير 1969 في جاكسونفيل في الولايات المتحدة.

## وصلات خارجية
- شون جيفرسون على موقع مرجع كرة القدم المحترفة.كوم (الإنجليزية)